# 加茂具樹
加茂 具樹（かも ともき、1972年 - ）は、日本の政治学者。慶應義塾大学総合政策学部教授。

## 人物
神奈川県出身。
1995年慶應義塾大学総合政策学部卒業。1997年同大学院政策・メディア研究科修士課程修了。2004年同大学院政策・メディア研究科博士課程修了。博士（政策・メディア）。慶大では小島朋之に師事。
在香港日本国総領事館専門調査員を経て、2007年慶大法学部准教授、2008年同総合政策学部准教授、2015年教授。2016年外務省に転籍して外務事務官（在香港日本国総領事館領事）、慶大総合政策学部客員教授。2018年慶大に復籍。同総合政策学部教授。2020年11月より日本現代中国学会理事長。2021年8月より同大総合政策学部長。このほか日本国際フォーラムの参与を務める。

## 略歴[1]
- 1991年3月 慶應義塾高等学校卒業
- 1995年3月 慶應義塾大学総合政策学部卒業
- 1997年9月 慶應義塾大学大学院政策・メディア研究科修士課程修了
- 1998年3月 杏林大学社会科学部非常勤講師（- 2001年3月）
- 2001年4月 在香港日本国総領事館専門調査員（- 2003年3月）
- 2001年9月 慶應義塾大学大学院政策・メディア研究科博士課程修了
- 2003年6月 慶應義塾大学大学院政策・メディア研究科助手（有期）（ｰ2004年3月）
- 2004年4月 慶應義塾大学法学部専任講師（- 2007年3月）
- 2007年4月 慶應義塾大学法学部准教授（- 2008年3月）
- 2008年4月 慶應義塾大学総合政策学部准教授（- 2014年3月）
- 2008年4月 首都大学東京非常勤講師（- 2011年3月）
- 2011年3月 カリフォルニア大学バークレー校東アジア研究所現代中国研究センター訪問研究員（-2012年3月）
- 2013年2月 国立政治大学国際事務学院客員准教授（- 2013年7月）
- 2015年4月 慶應義塾大学総合政策学部教授（- 2016年10月）
- 2016年10月 外務事務官（在香港日本国総領事館領事）（-2018年10月）
- 2016年10月 慶應義塾大学総合政策学部客員教授（-2018年10月）
- 2018年10月 慶應義塾大学総合政策学部教授
- 2020年10月 日本現代中国学会理事長(-2022年3月）
- 2021年8月　慶應義塾大学総合政策学部長

## 著書

### 単著
- 『十年後の中国』（一藝社，2021年）
- 『現代中国政治と人民代表大会』（慶應義塾大学出版会, 2006年）

### 編著
- 『中国は「力」をどう使うのか　支配と発展の持続と増大するパワー』（一藝社, 2023年）
- （林載桓）『現代中国の政治制度　時間の政治と共産党支配』（慶應義塾大学出版会，2018年）
- 『「大国」としての中国　どのように台頭し、どこにゆくのか』（一藝社, 2017年）
- 『中国対外行動の源泉』（慶應義塾大学出版会，2017年）
- （小嶋華津子, 星野昌裕, 武内宏樹）『党国体制の現在　変容する社会と中国共産党の適応』（慶應義塾大学出版会, 2012年）
- （飯田将史, 神保謙）『中国 改革開放への転換　「一九七八年」を越えて』（慶應義塾大学出版会, 2011年）

### 分担執筆
- （深町英夫）『中国議会100年史』（東京大学出版会, 2015年）
- （高橋伸夫）『現代中国政治研究ハンドブック』（慶應義塾大学出版会, 2015年）
- （園田茂人）『はじめて出会う中国』（有斐閣, 2013年）
- （小此木政夫, 文正仁, 西野純也）『転換期の東アジアと北朝鮮問題』（慶應義塾大学出版会, 2012年）
- （押村高, 中山俊宏）『世界政治を読み解く』（ミネルヴァ書房, 2011年）

### 翻訳
- （ステファン・ハルパー）（園田茂人）『北京コンセンサス』（岩波書店, 2011年）
- （呉国光）『権力の劇場　中国共産党大会の制度と運用』（中央公論新社, 2023年）